# Yi Yi
Yi Yi (en xinès: 一一; en pinyin: Yī Yī); és una pel·lícula taiwanesa de l'any 2000. Tracta dels problemes (emocionals, dificultats com a home de negocis, etc.) d'un pare i la seva relació amb els seus fills. El títol del film juga amb l'ambigüitat de la llengua xinesa que costa de captar; pot significar "un u" com "dos". Comercialitzada en llengua castellana. Ha rebut diversos premis i mencions (com el premi al millor director de Canes 2000).
Aquesta pel·lícula va ser doblada al català.

## Argument
La pel·lícula tracta de la família Jian que viu a Taipei. La seva vida és vista des de tres punts de vista: la del pare NJ (insatisfet amb la seva feina i dubtós pel retrobament d'un antic amor), la de la filla adolescent Ting-Ting (que s'embolicarà en un amor a tres bandes), i la del nen Yang-Yang(que presenta problemes a l'escola) Els tres, mentre la mare està absent buscant suport espiritual (per tal de superar la seva crisi existencial), han de conviure amb la sogra de NJ que està en coma Es repassa la vida humana començant amb la visió del matrimoni fin a les exèquies. El retrat de la vida que es fa a la pel·lícula es va fixant en cadascun dels protagonistes de cap a la fi. Orient i Occident cada cop s'assemblen més.

## Repartiment
Els protagonistes principals:
- Wu Nien-jen (en el paper de N.J, home honest)
- Elaine Jin (Min-Min, esposa de NJ)
- Kelly Lee :(Ting-Ting)
- Jonathan Chang (Yang-Yang)
- Issei Ogata (el magnat japonès del software Ota)
- Su-Yun Ko (Sherry, un antic amor de NJ)
- Hsi-Sheng Chen (Ah-Di)
- Pang Chang Yu (Fatty)
- Shu-shen Hsiao (Hsiao Yen)
- Adriene Lin :(Li-Li)
- Pang Chang Yu (Fatty)